# 一智
一智。字廪峰（一作石峰），又称黄海云舫護迂客，休宁人，清代僧人、画家。

## 简介
僧，休宁人。字廪峰，一作石峰，又称黄海云舫護迂客。善画山水，用笔疎爽。